# ヴァリアン兄弟
ヴァリアン兄弟はヴァリアン・アソシエイツの創業者。

## 概要
兄のラッセル・ハリソン・ヴァリアン(1898年4月24日 – 1959年7月26日)は物理学を専攻してクライストロン等、数々の装置を発明した。弟のシガード・ファーガス・ヴァリアン(1901年5月4日1 – 1961年10月18日)は飛行機のパイロットとして中南米の航空路線で活躍し、ヴァリアン・アソシエイツでは試作品の開発に従事した。

## 生い立ち
ヴァリアン兄弟の両親であるジョンとアグネスはいとこ同士でアイルランドで生まれ育ち、ダブリンの神智学協会のメンバーだった。1894年にアメリカ合衆国へ移住してニューヨークのシラキュースに住んだ。母親は喘息を患っていたのでカリフォルニアの乾いた空気が療養には適していると聞き、サンフランシスコへ移住したものの、実際には霧が濃くて療養には適さなかった。その後、各地を移住してワシントンD.C.で1898年に長男のラッセルが誕生した。その後、フィラデルフィアを経てシラキュースで1901年に次男のシガードが誕生した。そこで父親のジョンはマッサージの職を得たが、間もなく失業して親戚を頼り、1903年にパロアルトに移住した。1904年に3男のエリックが誕生した。そこでは父の仕事は当初、順調だったものの、規制が強化され、免許がなければ独立して開業できなくなった。その後、一家はハルシオンへ移住した。家族は裕福ではなかったものの、3人の息子達は愛情を受けて育った。3人の息子達は電気に早くから関心を示し、ベッドのバネとドアノブに細工して訪問者に軽い電気ショックを与える悪戯をした。
ラッセルは1959年にアラスカの国立公園へ旅行中に心不全で亡くなった。1961年10月18日にシガードは自家用機で太平洋で飛行中に消息を絶った。機体は沿岸からおよそ1マイルの場所に墜落して彼の同乗者だったGeorge Applegateは岸まで泳いで助かった。

## 業績
ラッセルは難読症を患っていた。1919年に21歳で高校を卒業して、物理学の学士号と修士号をスタンフォード大学で取得した。サンフランシスコのブッシュ電気会社に就職したが、半年後に倒産したのでスタンフォード大学に戻った。1929年8月にテキサス州ヒューストンのハンブル石油に就職して探層装置の開発に従事した。1930年2月に大恐慌下で解雇された。1930年には電子式テレビの開発で有名なフィロ・ファーンズワースの研究所で勤務して二次電子放射の研究に従事したが、まもなく倒産して、今度は後継の新会社で蛍光物質の研究に従事したものの、これも倒産した。
シガードはカリフォルニアポリテクニク州立大学に進学したが退学した。その後、パイロットになり、1930年代初頭には航法にさらに強い関心を抱いたシガードはドイツのアドルフ・ヒトラーの台頭とスペイン内戦の政治的な状況を懸念した。彼はパイロットとしての中南米での経験からパナマ運河への攻撃を懸念しており、彼は夜間や曇天時に軍事目標の上空を飛行する航空機を発見するための防衛警戒装置の必要性を強く感じた。後に兄弟のヴァリアン・アソシエイツの設立を支援したEdward Ginztonによれば、当時、シガードは: "ヒトラーが容易に中央アメリカに基地を建設して夜間や低視界時にアメリカ合衆国へ飛行して検知されずに爆弾を投下すると感じていた"と述べた。
シガードは全天候型の航法装置に関心を抱き、ラッセルに共にマイクロ波を使用して夜間や雲の中の航空機を検出可能な無線技術による開発を提案した。ラッセルは了承して彼らはハルシオンに研究室を設置して航空機の位置と方角を正確に認識できる装置の開発計画に着手した。当初は無線方位装置を開発する事を指向したが、成功しなかった。彼らはラッセルの学生時代のルームメイトで後にヴァリアン・アソシエイツの共同創業者であり、スタンフォード大学の教授になったウィリアム・ハンセンの助力を求めた。ハンセンの支援で彼らはスタンフォードの物理学科の学科長であるデビッド・L・ウェブスターが協力して1936年からスタンフォード大学の設備を毎年100ドルで利用できる代わりに特許収入の半分を受け取ることを決めた。
複数の失敗の後、ラッセルは電子の流れを制御する速度変調を使用する方法に行き着いた。速度変調の概念は1935年に既にアグネス・アルセーニエヴァ・ハイルとオスカー・ハイルによって説明されていたものの、ヴァリアンは知らなかったと思われる。1937年に兄弟とハンセンは最初のマイクロ波帯の電磁波を生成できる真空管であるクライストロンを開発した。ラッセルは設計を担当してシガードは最初の試作機を製造した。
マイクロ波用の真空管であるクライストロンは1938年にスペリージャイロスコープによって採用された。これが躍進の契機となった。ヴァリアンは同時期にイギリスも同様に潜水艦の検知が可能だが航空機に搭載するためには大きすぎる初期のレーダー技術の開発をしている事を知らなかった。1939年に論文が発表され、クライストロンのニュースはすぐにアメリカとイギリスでレーダー技術に従事する研究者達に影響を与えた。さらにクライストロンの装置は1939年にボストンで組み立てられ、航空機の無視界着陸試験に成功した。ヴァリアンは1940年にスペリーとの業務のために東海岸へ移って戦時中のマイクロ波管の開発を継続した。彼らの業務は機密に指定されていたため、この当時の業績はあまり知られておらず、第二次世界大戦中にはスペリーの真空管とレーダーの開発に従事した。アメリカとイギリスはこの技術を航空機に搭載可能な十分に軽量で小型のレーダー装置を開発するために使用して連合国の勝利に貢献した。
ヴァリアン兄弟と彼らの協力者達は終戦後、1945年から1948年にかけて、徐々にスペリーを離れ、西海岸に戻り、クライストロンはレーダーとマイクロ波産業の発展に重要な要素になった。テレビ放送と多様な通信技術の開発に使用された。1950年代にヴァリアンはフランクリン研究所からクライストロンの開発の功績によりジョン・プライス・ウェザリルメダルを授与された。
兄弟はそれぞれ他の発明を開発した。ラッセルは核磁気共鳴画像法 (MRI)として使用される核磁気共鳴 (NMR)、熱イオン管と多様なレーダー技術に関連する技術で特許を取得した。シガードは彼の水泳プールのためのポンプ・フィルター・ヒーターや、高速ボール盤などの発明をしてその中のいくつかは特許を取得した。シガードは同様にラッセルの概念を利用可能な製品に開発するために模型や試作機を製造する計画を主導した。ラッセルはブルックリンのポリテクニック研究所から名誉工学博士号を授与された。

## ヴァリアン・アソシエイツ
ラッセルとシガードは1948年にヴァリアン・アソシエイツをハンセンとギズトン達と設立した。彼らは当初クライストロンの販売や放射線療法のために光子を生成するための小型の線形加速器のような他の技術開発を目的として設立した。
彼らは同様に核磁気共鳴技術にも関心を抱いた。ラッセルの妻のドロシーも同様に会社での開発と運営に参加した。1948年4月20日に博士課程の学生時代からヴァリアン兄弟と共に働いたスタンフォード大学の物理学科長だったレオナルド・I・シフ、H. Myrl Stearns、ラッセル、ドロシー、シガードとPaul B. Hunterの9人の役員が設立に署名した。創業時の従業員はヴァリアン兄弟、ドロシー、Myrl Stearns、Fred SalisburyとDon Snowの6人だった。スタンフォード大学の学部の複数のメンバーから技術と経営の支援を受けた。
会社は当初、サンカルロスを拠点として$22,000の資金で始まった。会社は従業員によって所有されるべきであるというラッセルの信念と彼の外部の投資家からの資金調達で問題が引き起こされることへの懸念により、投資ファンドからの資金の調達は選択しなかった。ハンセンは彼の家を担保に$17,000を追加で投資してグループは資金を彼らの友人から調達した。$120,000の資金が必要になった時にも会社は資本を全て従業員、管理職とコンサルタントと少数の地元の投資家達に株を発行して資金を調達した。1953年にヴァリアンアソシエイツはパロアルトのスタンフォードインダストリアルパークへ移転して最初の入居者になった。ヴァリアン兄弟の死後、複数の会社が設立され、その中の一社で分析機器を開発、製造するヴァリアン, Inc.は2010年5月にアジレント・テクノロジーに買収された。
ヴァリアンアソシエイツの1950年代の主要な契約には原子爆弾のための信管の開発が含まれた。ヴァリアン兄弟は当初はクライストロンと他の技術を専守防衛用の兵器のために供給していたが、この契約は異なった。ヴァリアンは共産主義寄りになるほど政治的に進歩的だったが、ソビエトのマルクス主義に共感は持っておらず、また生き残るために軍との契約を必要としていてこの種の技術的な課題に挑んだ。1958年初頭にラッセルとシガードは彼らの信条に反する大量破壊兵器の開発に手を染めることになった。彼らの開発したR-1信管は1960年代の大半の核ミサイルに使用された。